# Depositario
En derecho internacional, un depositario es un gobierno u organización a la cual se le confía un tratado multilateral. Las principales funciones de un depositario están codificadas en el artículo 77 de la Convención de Viena sobre el Derecho de los Tratados.

## Estados Unidos
El Departamento de Estado de los Estados Unidos actualmente es el depositario de más de 200 tratados multilaterales, incluyendo la Carta de las Naciones Unidas, el Convenio sobre Aviación Civil Internacional, el estatuto de la Organismo Internacional de Energía Atómica, el Tratado del Atlántico Norte, el Tratado de No Proliferación Nuclear y el Tratado sobre el espacio ultraterrestre. Generalmente, los Estados Unidos ejecuta sus responsabilidades acorde al deseo de cada tratado particular o, en lugar de dicha provisión, acorde a la Convención de Viena sobre el Derecho de los Tratados.

## Francia
El Ministerio de Asuntos Exteriores de Francia sirve como depositario de tratados multilaterales como el Protocolo de Ginebra.

## Nueva Zelanda
El Ministerio de Asuntos Exteriores y Comercio de Nueva Zelanda sirve como depositario de tratados multilaterales como el Acuerdo Estratégico Transpacífico de Asociación Económica y el Acuerdo Transpacífico de Cooperación Económica.

## Países Bajos
El Ministerio de Asuntos Exteriores de Países Bajos actúa como depositario oficial de tratados multilaterales como las Convenciones de La Haya de 1899 y 1907.

## Reino Unido
El Ministerio de Relaciones Exteriores y de la Mancomunidad de Naciones de Reino Unido actúa como depositario de documentos como la Constitución de la UNESCO y la Convención sobre Armas Biológicas. Las copias públicas son ofrecidas por The Stationery Office y La Biblioteca Británica.

## Rusia
El Ministerio de Asuntos Exteriores de Rusia sirve como depositario de tratados multilaterales como la Convención sobre Armas Biológicas, el Tratado de No Proliferación Nuclear y el Tratado de prohibición parcial de ensayos nucleares.

## Secretario General de las Naciones Unidas
El Secretario General de las Naciones Unidas actúa como depositario de numerosos tratados multilaterales, incluyendo la Convención Marco de las Naciones Unidas sobre el Cambio Climático,  la Convención sobre Armas Químicas, el Tratado de Prohibición Completa de los Ensayos Nucleares, y el Estatuto de Roma.

## Suiza
El Departamento Federal de Asuntos Exteriores de Suiza sirve como depositario de 78 tratados multilaterales, incluyendo los Convenios de Ginebra.